# Tomás Palacios
Tiago Tomás Palacios (General Pico, 28 aprile 2003) è un calciatore argentino, difensore dell'Inter.

## Caratteristiche tecniche
È un difensore centrale di piede mancino.

## Carriera

### Club
Palacios è cresciuto nel settore giovanile del Talleres (C), con cui ha firmato il primo contratto professionistico il 14 novembre 2021. Ha esordito in prima squadra il 9 aprile 2022 nell'incontro di Copa de la Liga Profesional perso 5-1 contro il Defensa y Justicia.
Il 6 gennaio 2024 è stato ceduto in prestito all'Independiente Rivadavia.
Il 30 agosto 2024 viene acquistato dall'Inter per 6,5 milioni di euro più bonus firmando un contratto fino al 2029. Fa il suo esordio in Serie A il 30 ottobre seguente, nella vittoria esterna per 3-0 contro l'Empoli, subentrando a De Vrij. Il 19 dicembre successivo esordisce anche in Coppa Italia, subentrando nella vittoria per 2-0 contro l'Udinese.
Il 29 gennaio 2025, dopo sole tre presenze in nerazzurro, passa in prestito al Monza. Debutta da titolare tre giorni dopo nella sconfitta per 0-1 contro il Verona. Sono solo 8 le presenze con il club brianzolo che a fine stagione retrocede.
A giugno torna all’Inter prendendo parte al Mondiale per club.

### Nazionale
Ha giocato nella nazionale argentina Under-20.

## Statistiche

### Presenze e reti nei club
Statistiche aggiornate al 18 maggio 2025.
| Stagione            | Squadra                 | Campionato          | Campionato | Campionato | Coppe nazionali | Coppe nazionali | Coppe nazionali | Coppe continentali | Coppe continentali | Coppe continentali | Altre coppe | Altre coppe | Altre coppe | Totale | Totale | Totale |
| Stagione            | Squadra                 | Comp                | Pres       | Reti       | Comp            | Pres            | Reti            | Comp               | Pres               | Reti               | Comp        | Pres        | Reti        | Pres   | Reti   |        |
| ------------------- | ----------------------- | ------------------- | ---------- | ---------- | --------------- | --------------- | --------------- | ------------------ | ------------------ | ------------------ | ----------- | ----------- | ----------- | ------ | ------ | ------ |
| 2022                | Talleres (C)            | PD                  | 0          | 0          | CA+CdL          | 0+2             | 0               |                    | -                  | -                  |             | -           | -           | 2      | 0      |        |
| 2023                | Talleres (C)            | PD                  | 4          | 0          | CA+CdL          | 1+1             | 0               |                    | -                  | -                  |             | -           | -           | 6      | 0      |        |
| Totale Talleres (C) | Totale Talleres (C)     | Totale Talleres (C) | 4          | 0          |                 | 4               | 0               |                    | -                  | -                  |             | -           | -           | 8      | 0      |        |
| 2024                | Independiente Rivadavia | PD                  | 9          | 0          | CA+CdL          | 1+6             | 0               |                    | -                  | -                  |             | -           | -           | 16     | 0      |        |
| 2024-gen. 2025      | Inter                   | A                   | 2          | 0          | CI              | 1               | 0               | UCL                | 0                  | 0                  | SI          | 0           | 0           | 3      | 0      |        |
| gen.-giu. 2025      | Monza                   | A                   | 8          | 0          | CI              | -               | -               | -                  | -                  | -                  | -           | -           | -           | 8      | 0      |        |
| giu.-lug. 2025      | Inter                   | -                   | -          | -          | -               | -               | -               | -                  | -                  | -                  | Cmc         | 0           | 0           | 0      | 0      |        |
| Totale Inter        | Totale Inter            | Totale Inter        | 2          | 0          |                 | 1               | 0               |                    | 0                  | 0                  |             | 0           | 0           | 3      | 0      |        |
| Totale carriera     | Totale carriera         | Totale carriera     | 23         | 0          |                 | 12              | 0               |                    | -                  | -                  |             | -           | -           | 35     | 0      |        |

### Cronologia presenze e reti in nazionale
| Cronologia completa delle presenze e delle reti in nazionale ― Argentina under 20 | Cronologia completa delle presenze e delle reti in nazionale ― Argentina under 20 | Cronologia completa delle presenze e delle reti in nazionale ― Argentina under 20 | Cronologia completa delle presenze e delle reti in nazionale ― Argentina under 20 | Cronologia completa delle presenze e delle reti in nazionale ― Argentina under 20 | Cronologia completa delle presenze e delle reti in nazionale ― Argentina under 20 | Cronologia completa delle presenze e delle reti in nazionale ― Argentina under 20 | Cronologia completa delle presenze e delle reti in nazionale ― Argentina under 20 |
| Data                                                                              | Città                                                                             | In casa                                                                           | Risultato                                                                         | Ospiti                                                                            | Competizione                                                                      | Reti                                                                              | Note                                                                              |
| --------------------------------------------------------------------------------- | --------------------------------------------------------------------------------- | --------------------------------------------------------------------------------- | --------------------------------------------------------------------------------- | --------------------------------------------------------------------------------- | --------------------------------------------------------------------------------- | --------------------------------------------------------------------------------- | --------------------------------------------------------------------------------- |
| 6-9-2022                                                                          | Maldonado                                                                         | Brasile under 20                                                                  | 1 – 1                                                                             | Argentina under 20                                                                | Amichevole                                                                        | -                                                                                 | 90’                                                                               |
| 11-9-2022                                                                         | Maldonado                                                                         | Uruguay under 20                                                                  | 0 – 2                                                                             | Argentina under 20                                                                | Amichevole                                                                        | -                                                                                 | 86’                                                                               |
| 4-10-2022                                                                         | Luque                                                                             | Argentina under 20                                                                | 0 – 1                                                                             | Cile under 20                                                                     | Giochi sudamericani 2022 - 1º turno                                               | -                                                                                 | 59’                                                                               |
| 6-10-2022                                                                         | Luque                                                                             | Colombia under 20                                                                 | 2 – 0                                                                             | Argentina under 20                                                                | Giochi sudamericani 2022 - 1º turno                                               | -                                                                                 |                                                                                   |
| 8-10-2022                                                                         | Luque                                                                             | Ecuador under 20                                                                  | 0 – 3                                                                             | Argentina under 20                                                                | Giochi sudamericani 2022 - 1º turno                                               | -                                                                                 |                                                                                   |
| Totale                                                                            |                                                                                   | Presenze                                                                          | 5                                                                                 |                                                                                   | Reti                                                                              | 0                                                                                 |                                                                                   |